# Assombrações do Recife velho
Assombrações do Recife Velho (subtítulo: Algumas notas históricas e outras tantas folclóricas em torno do sobrenatural no passado recifense) é "uma contribuição [...] para o estudo de um aspecto meio esquecido do passado recifense: aquele em que esse passado se apresenta tocado pelo sobrenatural. Tem sua origem nas investigações e coletas de relatos do repórter policial Oscar Melo em 1920 sobre assombrações que assolavam a capital pernambucana, para a série "Nos Domínios do Sobrenatural" do jornal A Província, a pedido de Gilberto Freyre, então diretor daquele periódico.. 
No Prefácio à Primeira Edição o autor aponta essa origem: "Não é de hoje que o assunto interessa o autor. Em 1929 dirigia ele o velho jornal A Província, do Recife [...] quando foi uma noite procurado por sisudo morador de sobrado de São José [...] O que o bom homem desejava do novo diretor do jornal era simplesmente que este insignificante mortal conseguisse do então chefe de polícia que acabasse com as assombrações na casa de São José onde morava [...] o diretor d' A Província teve a ideia de encarregar o repórter policial do jornal, que era o Oscar Melo, de vasculhar nos arquivos e nas tradições policiais da cidade o que houvesse de mais interessante sobre o assunto: casas mal-assombradas e casos de assombrações. Queixas contra espíritos desordeiros. Denúncias contra ruídos de almas penadas. [...]"
O livro é dividido em duas grandes partes: I - Alguns casos e II - Algumas casas. A primeira parte compõe-se de "causos" sobrenaturais levantados pelo autor (por exemplo, do "Boca-de-Ouro, do "lobisomem doutor" e das "luzinhas misteriosas nos Morros do Arraial") e a segunda parte, sobre casas mal-assombradas, baseia-se nos artigos publicados em 1929 no jornal A Província.

## Edições
A primeira edição foi lançada em 1955 pela Editora Condé, de José Condé, diretor do Jornal de Letras, em edição de luxo de 124 páginas, com tiragem limitada de 418 exemplares numerados (18 numerados de I a XVIII destinados aos organizadores e 400 numerados de 1 a 400 postos à venda) e assinadas pelo autor, ilustrador e editor, com 14 litogravuras de Lula Cardoso Ayres num estojo cartonado. Já as edições subsequentes, "populares", ou seja, que não eram de luxo, foram ilustradas pelo curitibano Poty Lazzarotto. As edições foram:
- 2a edição, Editora José Olympio, 1970
- 3a edição, Editora José Olympio, 1974
- 4a edição, Editora Record, 1987
- 5a edição, Editora Topbooks, 2000
- 6a edição, Editora Global, 2008

## Resenha
Em resenha publicada no Diário de Pernambuco, escreveu Renato Carneiro Campos: "O livro de Gilberto Freyre está impregnado de pernambucanidade; por fantasmas pernambucanos vistos por olhos esbugalhados de pernambucanos; do Recife antigo cheio de evocações; de poesia. Poesia viril de quem sentiu todo legado poético de sua cidade, dos que viveram antes dele, sentiram, tiveram medo, se assombraram: molecotes, negras velhas, sinhás, fidalgos, senhores patriarcais. E é livro de análise social. Retrato de uma época."